# Dance Gavin Dance
Dance Gavin Dance — американская постхардкор-группа из Сакраменто, образованная в 2005 году. В ее состав входят ведущий гитарист Уилл Свон, барабанщик Мэтью Мингус, харш-вокалист Джон Месс и ведущий вокалист и ритм-гитарист Эндрю Уэллс. Ранее в состав группы входили ведущие вокалисты Джонни Крейг, Курт Трэвис и Тилиан Пирсон, и состав неоднократно менялся с момента их создания. Свон и Мингус — единственные участники группы, которые появлялись на каждом студийном альбоме.
Группа выпустила свой дебютный мини-альбом Whatever I Say Is Royal Ocean в 2006 году и после этого подписала контракт с Rise Records. Их дебютный студийный альбом Downtown Battle Mountain был выпущен в мае 2007 года. Крейг и гитарист Шон О'Салливан покинули группу и были заменены Куртом Трэвисом и Закари Гарреном соответственно. Они выпустили свой альбом Dance Gavin Dance в августе 2008 года. Вокалист Джон Месс и басист Эрик Лодж покинули группу до выхода альбома, а Лоджа заменил Джейсон Эллис. Третий студийный альбом группы Happiness вышел в июне 2009 года.
В 2010 году Джонни Крейг, Джон Месс и Эрик Лодж вернулись в группу и записали свой четвертый студийный альбом Downtown Battle Mountain II (2011). Крейг и Лодж покинули группу в следующем году, что привело к присоединению к группе басиста Тима Фирика, гитариста Джоша Бентона и бывшего вокалиста Tides of Man Тиллиана Пирсона. Они выпустили свой пятый студийный альбом Acceptance Speech (2013); Бентон покинул группу вскоре после выхода альбома. Их шестой студийный альбом Instant Gratification был выпущен в апреле 2015 года. В следующем году группа выпустила концертный альбом Tree City Sessions и седьмой студийный альбом Mothership, последний из которых занял 13-е место в чарте Billboard 200. Они выпустили свой восьмой студийный альбом Artificial Selection в июне 2018 года, заняв 15-е место в чарте Billboard 200. В 2020 году они выпустили свой девятый студийный альбом Afterburner, который занял 14-е место в чарте Billboard 200, и Tree City Sessions 2 в декабре.
Басист Тим Фирик умер в 2022 году, до выхода десятого альбома группы Jackpot Juicer, после чего гитарист Sianvar и Royal Coda Серхио Медина взяли на себя обязанности басиста на концертах. Пирсон взял небольшой перерыв в работе с группой в 2022 году после обвинений в сексуальном насилии, прежде чем расстаться с группой в 2024 году.
Группа достигла четырех альбомов, вошедших в двадцатку лучших в США, включая один в десятке лучших.

## Характеристики
Стиль
Музыкальный стиль Dance Gavin Dance описывается как постхардкор, мат-рок, экспериментальный рок, прогрессивный рок, скримо, джаз-фьюжн и эмо. Критики сравнивали группу с другими постхардкор-исполнителями The Fall of Troy, Alexisonfire и Circa Survive. Говорят, что их релиз 2011 года Downtown Battle Mountain II имеет «ту же структуру, что и альбом The Mars Volta The Bedlam In Goliath, в том смысле, что он никогда не ослабевает».
Источники вдохновения
Когда в интервью 2007 года Джона Месс спросили об их влияниях, он сказал: «У всех нас настолько разные музыкальные вкусы, что это был бы довольно длинный список», и упомянул At the Drive-In, Cursive, Explosions in the Sky, MF Doom и Radiohead. Другие влияния включают Deftones, The Temptations, Glassjaw, Usher и Earth, Wind & Fire. Мэтт Мингус назвал Фила Коллинза из Genesis и Эйба Каннингема из Deftones двумя своими любимыми барабанщиками, в то время как Уилл Свон назвал гитарную работу Thursday и Омара Родригеса-Лопеса из At the Drive-In основными источниками влияния. Свон подчеркнул интерес группы к включению новых стилей и экспериментам с каждым релизом.

## Дискография
Смотри статью «Дискография Dance Gavin Dance» в англ. разделе.
- Downtown Battle Mountain (2007)
- Dance Gavin Dance (2008)
- Happiness (2009)
- Downtown Battle Mountain II (2011)
- Acceptance Speech (2013)
- Instant Gratification (2015)
- Mothership (2016)
- Artificial Selection (2018)
- Afterburner (2020)
- Jackpot Juicer (2022)